# ケプラー47c
ケプラー47c(英: Kepler-47c)またはケプラー47(AB)c(英: Kepler-47(AB)c)とは地球から見てはくちょう座の方向に4900光年離れたところにあるG型主系列星と赤色矮星から成る連星を公転している周連星惑星である。2012年にケプラー宇宙望遠鏡によって発見され、それまで発見されていた周連星惑星ではケプラー16b、ケプラー34b、ケプラー35b、ケプラー38b、に次いで5例目である。BBCはケプラー47cをスター・ウォーズに登場する架空の周連星惑星「タトゥイーンのような惑星」と例えた。

## 軌道の特徴
ケプラー47cは2つの恒星から成る連星、ケプラー47全体を公転している為、周連星惑星と呼ばれる珍しい分類に属する。ケプラー47cはケプラー47の共通重心から0.989au離れたところを303.15日かけて公転している。当時、発見されていた周連星惑星では、一番外側を公転している惑星だったが、後に発見されたケプラー1647b(2.7205au)に記録を大幅に更新された。ケプラー47cはケプラー47のハビタブルゾーン内を公転していると考えられている。しかしケプラー47cは固い地殻を持たないガス惑星とされている為、そこに生命が存在していけるかは分かっていない。しかし、周囲に大型の衛星があれば生命が存在していける可能性はあるとされている。

## 物理的特徴
| 海王星 | ケプラー47c |
| ------ | ----------- |
| 海王星 | Exoplanet   |

ケプラー47cは地球の4.61倍の半径、23.17倍の質量を持つ。これは天王星の1.155倍に相当し、ケプラー47cは天王星サイズのガス惑星とされている。ハビタブルゾーン内を公転している為、表面温度は245K(-28℃)と推測されており、生命が存在するには適度な環境であるとされている。ケプラー47cは明るい水蒸気の雲を持っている事が示唆されている。